# Susana Solís Pérez
Susana Solís Pérez é uma política espanhola que foi eleita deputada ao Parlamento Europeu em 2019. Desde então, ela tem servido na Comissão de Desenvolvimento Regional. Em 2020, ela também se juntou ao Comité Especial de Inteligência Artificial na Era Digital.
Além das atribuições da sua comissão, Pérez é membro do European Internet Forum e do grupo contra o cancro.